# Wolfgang Schäffer
Wolfgang Schäffer (Bielefeld, 27 de junio de 1953) es un deportista alemán que compitió para la RFA en ciclismo en la modalidad de pista. Ganó una medalla de bronce en el Campeonato Mundial de Ciclismo en Pista de 1977, en la prueba de tándem.

## Medallero internacional
| Campeonato Mundial | Campeonato Mundial        | Campeonato Mundial | Campeonato Mundial |
| Año                | Lugar                     | Medalla            | Competición        |
| ------------------ | ------------------------- | ------------------ | ------------------ |
| 1977               | San Cristóbal (Venezuela) | Medalla de bronce  | Tándem (A)         |